# Compagnia di San Rocco

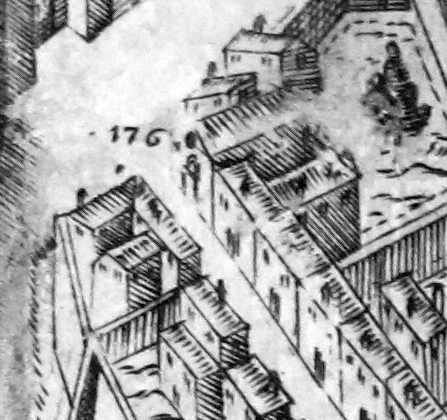
L'ospedale di San Rocco nella pianta del Buonsignori (1594)

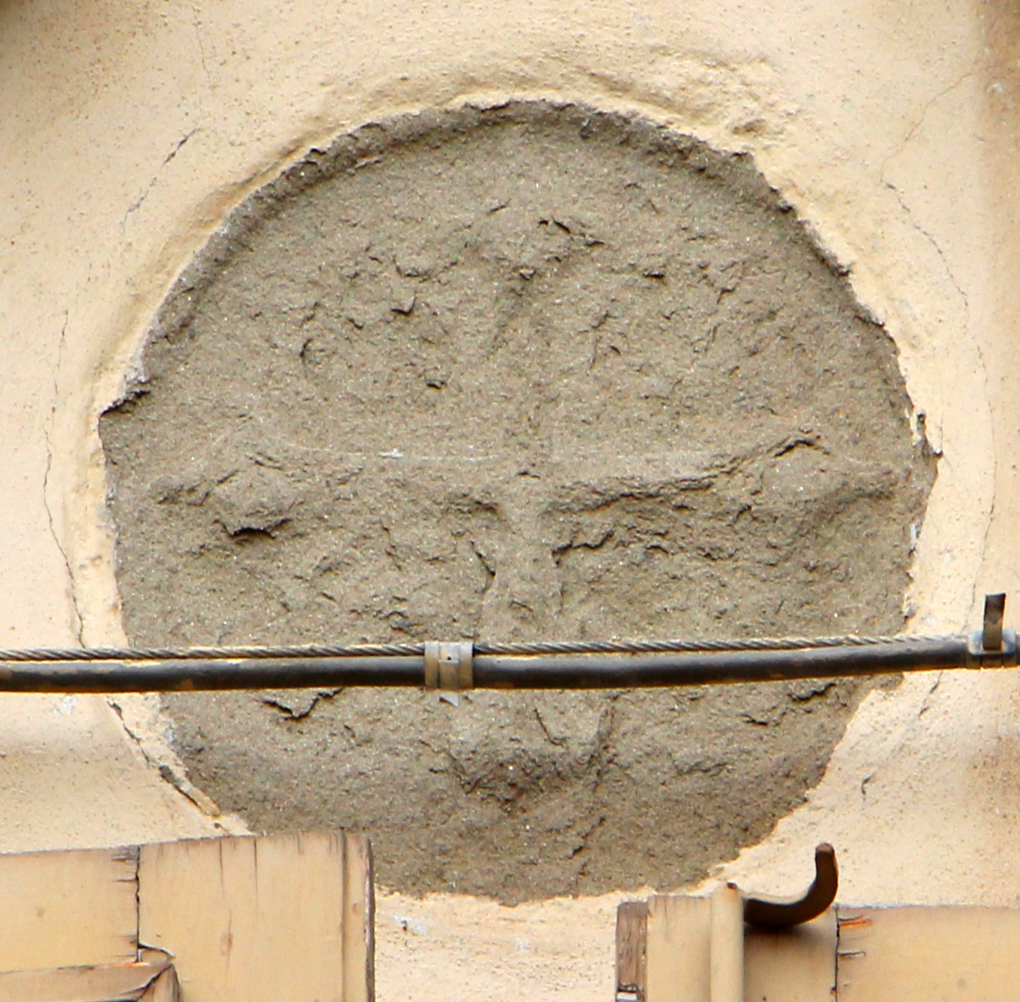
Stemma della Compagnia su una casa in via Guelfa, facente parte dei beni della confraternita

La Compagnia di San Rocco era un'antica confraternita di Firenze.

## Storia
La prima notizia documentata della Compagnia risale al 1509, che doveva essere stata fondata qualche anno prima. Nel 1504 aveva infatti ricevuto dagli Ufficiali della Torre dei locali presso la Porta San Gallo in cui fondarono un piccolo ma conosciuto ospedale di San Rocco per accogliere pellegrini e malati, che era il primo che si incontrava entrando in città dalla via Bolognese e che per la sua posizione vantaggiosamente periferica rispetto ai quartieri più densamente abitati della città fu spesso usato durante le epidemie. 
La Compagnia, oltre a gestire questa struttura assistenziale, si dedicava alla cura spirituale dei suoi partecipanti, che avevano un proprio altare dall'altra parte della città, nella chiesa di San Felice in Piazza, ragion per cui è attestato in Oltrarno anche il possesso di alcuni edifici messi a rendita, su cui si trova ancora oggi il loro stemma. I confratelli si riunivano la prima e la terza domenica del mese, oltre ad alcune feste particolarmente importanti, come la Settimana Santa, e la festa del patrono. In particolare, in tale solenne occasione del 16 agosto, venivano distribuiti dei panellini benedetti e vcenivano celebrate ben undici messe, comprese quelle della vigilia. Alla confraternita potevano iscriversi anche le donne, che pagavano una quota d'iscrizione ridotta (12 soldi) e che erano registrate separatamente, perché non potevano ricevere le cariche.
Come moltissime altre confraternite toscane, fu soppressa da Pietro Leopoldo il 21 marzo del 1785. Venne ripristinata nel 1790 e resse il proprio ospedale fino al 1857, quando venne demolito. La Compagnia dovette sciogliersi pù o meno in quel periodo.

## Stemma
Lo stemma della Compagnia era d'azzurro, con una croce trifogliata d'oro accompagnata dalle lettere R O C H disposte in cantone. Da notare che essi usassero la grafia francese del nome del santo, originario di Montpellier e protettore dei pellegrini e degli appestati. 